# Lenora Crichlow
 (septembre 2012).
Si vous disposez d'ouvrages ou d'articles de référence ou si vous connaissez des sites web de qualité traitant du thème abordé ici, merci de compléter l'article en donnant les références utiles à sa vérifiabilité et en les liant à la section « Notes et références ».
Lenora Isabella Crichlow, née le 4 janvier 1985 à Westminster près de Londres (Royaume-Uni) est une actrice anglaise.

## Biographie
Elle s'est fait connaître pour son rôle dans la série télévisée Sugar Rush, une adaptation du roman de Julie Burchill.
Cette série a gagné un Emmy Award dans la catégorie Children And Young People en 2006.

## Filmographie

### Cinéma
- 2006 : Wilderness : Mandy
- 2007 : The Beloved Ones (Court-métrage) : Maureen
- 2012 : Fast Girls : Shania Andrews
- 2020 : The Big Ugly de Scott Wiper : Fiona

### Télévision
- 2004 - Bella and the Boys (téléfilm) : Stacy
- 2004 : The Bill (série télévisée) : Shirley Moss
- 2005 - 2006 : Sugar Rush (série télévisée) : Maria "Sugar" Sweet
- 2005 et 2008 : Casualty (série télévisée) : Linda Surrey / Michelle
- 2007 : Doctor Who (série télévisée) : Cheen (S03E03)
- 2008 : Kiss of Death (téléfilm) : Jude Whiley
- 2008 : The Things I Haven't Told You (téléfilm) : Mlle Baker
- 2009 : Collision (série télévisée) : Alice Jackson
- 2008 - 2011 : Being Human : La Confrérie de l'étrange (série télévisée) : Annie
- 2010 : Dappers (série télévisée) : Ashley
- 2010 - Material Girl (série télévisée) : Ali Redcliffe
- 2011 : Meurtres au paradis (série télévisée) : Sergent Lily Thomson (S01E01)
- 2013 - Black Mirror (série télévisée) : Victoria dans "White Bear" (S02E02)
- 2013 - Liz Taylor et Richard Burton : Les Amants terribles (Burton and Taylor) (téléfilm) : Chen Sam
- 2013 - Back in the Game (série télévisée) : Lulu Lovette
- 2014 - A to Z (série télévisée) : Stephie
- 2018 - Cameron Black : l'illusionniste : Dina Clark
- 2020 - Avenue 5 : Bllie Macevoy
- 2021 - Goliath (série télévisée) : Ava Wallace-Margolis